# Oscar ai migliori trucco e acconciatura
L'Oscar ai migliori trucco e acconciatura (Academy Award for Best Makeup and Hairstyling) viene assegnato ai truccatori e parrucchieri votati come migliori dall'Academy of Motion Picture Arts and Sciences, cioè l'ente che assegna gli Academy Awards, i celebri premi conosciuti in Italia come premi Oscar.
Il premio viene assegnato dal 1982. Prima della 85ª edizione dei premi Oscar, il premio veniva chiamato Oscar al miglior trucco.

## Vincitori e candidati
Vengono di seguito indicati in grassetto i vincitori. Ove ricorrente e disponibile, viene indicato il titolo in lingua italiana e quello in lingua originale tra parentesi. Gli anni indicati sono quelli in cui è stato assegnato il premio e non quello in cui è stato diretto il film. Per maggiori informazioni si veda la voce Cerimonie dei premi Oscar.

### 1980
- 1982
  - Rick Baker - Un lupo mannaro americano a Londra (An American Werewolf in London)
  - Stan Winston - Heartbeeps

- 1983
  - Sarah Monzani e Michèle Burke - La guerra del fuoco (La guerre du feu)
  - Tom Smith - Gandhi

- 1984: non assegnato

- 1985
  - Paul LeBlanc e Dick Smith - Amadeus
  - Rick Baker e Paul Engelen - Greystoke - La leggenda di Tarzan, il signore delle scimmie (Greystoke: The Legend of Tarzan, Lord of the Apes)
  - Michael G. Westmore - 2010 - L'anno del contatto (2010)

- 1986
  - Michael G. Westmore e Zoltan Elek - Dietro la maschera (Mask)
  - Ken Chase - Il colore viola (The Color Purple)
  - Carl Fullerton - Il mio nome è Remo Williams (Remo Williams: The Adventure Begins)

- 1987
  - Chris Walas e Stephan Dupuis - La mosca (The Fly)
  - Rob Bottin e Peter Robb-King - Legend
  - Michael G. Westmore e Michéle Burke - Cro Magnon: odissea nella preistoria (The Clan of the Cave Bear)

- 1988
  - Rick Baker - Bigfoot e i suoi amici (Harry and the Hendersons)
  - Bob Laden - Un'idea geniale (Happy New Year)

- 1989
  - Ve Neill, Steve La Porte e Robert Short - Beetlejuice - Spiritello porcello (Beetlejuice)
  - Rick Baker - Il principe cerca moglie (Coming to America)
  - Tom Burman e Bari Dreiband-Burman - S.O.S. fantasmi (Scrooged)

### 1990
- 1990
  - Manlio Rocchetti, Lynn Barber e Kevin Haney - A spasso con Daisy (Driving Miss Daisy)
  - Dick Smith, Ken Diaz e Greg Nelson - Dad - Papà (Dad)
  - Maggie Weston e Fabrizio Sforza - Le avventure del Barone di Munchausen (The Adventures of Baron Munchausen)

- 1991
  - John Caglione Jr. e Doug Drexler - Dick Tracy
  - Michèle Burke e Jean-Pierre Eychenne - Cyrano de Bergerac
  - Ve Neill e Stan Winston - Edward mani di forbice (Edward Scissorhands)

- 1992
  - Stan Winston e Jeff Dawn - Terminator 2 - Il giorno del giudizio (Terminator 2: Judgment Day)
  - Michael Mills, Edward French e Richard Snell - Rotta verso l'ignoto (Star Trek VI: The Undiscovered Country)
  - Christina Smith, Monty Westmore e Greg Cannom - Hook - Capitan Uncino (Hook)

- 1993
  - Greg Cannom, Michèle Burke e Matthew W. Mungle - Dracula di Bram Stoker (Bram Stoker's Dracula)
  - Ve Neill, Greg Cannom e John Blake - Hoffa - Santo o mafioso? (Hoffa)
  - Ve Neill, Ronnie Specter e Stan Winston - Batman - Il ritorno (Batman Returns)

- 1994
  - Greg Cannom, Ve Neill e Yolanda Toussieng - Mrs. Doubtfire - Mammo per sempre (Mrs. Doubtfire)
  - Carl Fullerton e Alan D'Angerio - Philadelphia
  - Christina Smith, Matthew Mungle e Judy Alexander Cory - Schindler's List - La lista di Schindler

- 1995
  - Rick Baker, Ve Neill e Yolanda Toussieng - Ed Wood
  - Daniel C. Striepeke, Hallie D'Amore e Judith A. Cory - Forrest Gump
  - Daniel Parker, Paul Engelen e Carol Hemming - Frankenstein di Mary Shelley (Frankenstein)

- 1996
  - Peter Frampton, Paul Pattison e Lois Burwell - Braveheart - Cuore impavido (Braveheart)
  - Ken Diaz e Mark Sanchez - Mi familia (My Family)
  - Greg Cannom, Bob Laden e Colleen Callaghan - Un adorabile testardo (Roommates)

- 1997
  - Rick Baker e David LeRoy Anderson - Il professore matto (The Nutty Professor)
  - Matthew W. Mungle e Deborah La Mia Denaver - L'agguato - Ghosts from the Past (Ghosts of Mississippi)
  - Michael Westmore, Scott Wheeler e Jake Garber - Star Trek: Primo contatto (Star Trek: First Contact)

- 1998
  - Rick Baker e David LeRoy Anderson - Men in Black
  - Lisa Westcott, Veronica Brebner e Beverley Binda - La mia regina (Mrs. Brown)
  - Tina Earnshaw, Greg Cannom e Simon Thompson - Titanic

- 1999
  - Jenny Shircore - Elizabeth
  - Lois Burwell, Conor O'Sullivan e Daniel C. Striepeke - Salvate il soldato Ryan (Saving Private Ryan)
  - Lisa Westcott e Veronica Brebner - Shakespeare in Love

### 2000
- 2000
  - Christine Blundell e Trefor Proud - Topsy-Turvy - Sotto-sopra (Topsy-Turvy)
  - Michèle Burke e Mike Smithson - Austin Powers - La spia che ci provava (Austin Powers: The Spy Who Shagged Me)
  - Greg Cannom - L'uomo bicentenario (Bicentennial Man)
  - Rick Baker - Life

- 2001
  - Rick Baker e Gail Ryan - Il Grinch (How the Grinch Stole Christmas)
  - Michèle Burke e Edouard Henriques - The Cell - La cellula (The Cell)
  - Ann Buchanan e Amber Sibley - L'ombra del vampiro (Shadow of the Vampire)

- 2002
  - Peter Owen e Richard Taylor - Il Signore degli Anelli - La Compagnia dell'Anello (The Lord of the Rings: The Fellowship of the Ring)
  - Greg Cannom e Colleen Callaghan - A Beautiful Mind
  - Maurizio Silvi e Aldo Signoretti - Moulin Rouge!

- 2003
  - John Jackson e Beatrice De Alba - Frida
  - John M. Elliott jr. e Barbara Lorenz - The Time Machine

- 2004
  - Richard Taylor e Peter King - Il Signore degli Anelli - Il ritorno del re (The Lord of the Rings: The Return of the King)
  - Edouard Henriques III e Yolanda Toussieng - Master & Commander - Sfida ai confini del mare (Master and Commander: The Far Side of the World)
  - Ve Neill e Martin Samuel - La maledizione della prima luna (Pirates of the Caribbean: The Curse of the Black Pearl)

- 2005
  - Valli O'Reilly e Bill Corso - Lemony Snicket - Una serie di sfortunati eventi (Lemony Snicket's a Series of Unfortunate Events)
  - Keith VanderLaan, Christien Tinsley - La passione di Cristo (The Passion of the Christ)
  - Jo Allen, Manolo García - Mare dentro (Mar Adentro)

- 2006
  - Howard Berger, Nikki Gooley - Le cronache di Narnia - Il leone, la strega e l'armadio (The Chronicles of Narnia: The Lion, the Witch and the Wardrobe)
  - David LeRoy Anderson, Lance Anderson - Cinderella Man - Una ragione per lottare (Cinderella Man)
  - Dave Elsey, Annette Miles - Star Wars Episodio III - La vendetta dei Sith (Star Wars: Episode III - Revenge of the Sith)

- 2007
  - David Martí e Montse Ribé - Il labirinto del fauno (El laberinto del Fauno)
  - Aldo Signoretti e Vittorio Sodano - Apocalypto
  - Kazuhiro Tsuji e Bill Corso - Cambia la tua vita con un click (Click)

- 2008
  - Didier Lavergne e Jan Archibald - La vie en rose (La Môme)
  - Rick Baker e Kazuhiro Tsuji - Norbit
  - Ve Neill e Martin Samuel - Pirati dei Caraibi - Ai confini del mondo (Pirates of the Caribbean: At World's End)

- 2009
  - Greg Cannom - Il curioso caso di Benjamin Button (The Curious Case of Benjamin Button)
  - John Caglione Jr. e Conor O'Sullivan - Il cavaliere oscuro (The Dark Knight)
  - Mike Elizalde e Thomas Floutz - Hellboy - The Golden Army (Hellboy II: The Golden Army)

### 2010
- 2010
  - Barney Burman, Mindy Hall e Joel Harlow - Star Trek
  - Aldo Signoretti e Vittorio Sodano - Il divo
  - Jon Henry Gordon e Jenny Shircore - The Young Victoria

- 2011
  - Rick Baker e Dave Elsey - Wolfman (The Wolfman)
  - Adrien Morot - La versione di Barney (Barney's Version)
  - Edouard F. Henriques, Greg Funk e Yolanda Toussieng - The Way Back

- 2012
  - Mark Coulier e J. Roy Helland - The Iron Lady
  - Martial Corneville, Lynn Johnston e Matthew W. Mungle - Albert Nobbs
  - Nick Dudman, Amanda Knight e Lisa Tomblin - Harry Potter e i Doni della Morte - Parte 2 (Harry Potter and the Deathly Hallows: Part II)

- 2013
  - Lisa Westcott e Julie Dartnell - Les Misérables
  - Howard Berger, Peter Montagna e Martin Samuel - Hitchcock
  - Peter Swords King, Rick Findlater e Tami Lane - Lo Hobbit - Un viaggio inaspettato (The Hobbit: An Unexpected Journey)

- 2014
  - Adruitha Lee e Robin Mathews - Dallas Buyers Club
  - Stephen Prouty - Jackass presenta: Nonno cattivo (Jackass Presents: Bad Grandpa)
  - Joel Harlow e Gloria Pasqua Casny - The Lone Ranger

- 2015
  - Frances Hannon e Mark Coulier - Grand Budapest Hotel (The Grand Budapest Hotel)
  - Bill Corso e Dennis Liddiard - Foxcatcher - Una storia americana (Foxcatcher)
  - Elizabeth Yianni-Georgiou e David White - Guardiani della Galassia (Guardians of the Galaxy)

- 2016
  - Lesley Vanderwalt, Elka Wardega e Damian Martin - Mad Max: Fury Road
  - Love Larson e Eva Von Bahr - Il centenario che saltò dalla finestra e scomparve (Hundraåringen som klev ut genom fönstret och försvann)
  - Sian Grigg, Duncan Jarman e Robert A. Pandini - Revenant - Redivivo (The Revenant)

- 2017
  - Alessandro Bertolazzi, Giorgio Gregorini e Christopher Nelson - Suicide Squad
  - Eva Von Bahr e Love Larson - Mr. Ove (En man som heter Ove)
  - Joel Harlow e Richard Alonzo - Star Trek Beyond

- 2018
  - Kazuhiro Tsuji, David Malinowski e Lucy Sibbick – L'ora più buia (Darkest Hour)
  - Daniel Phillips e Lou Sheppard – Vittoria e Abdul (Victoria & Abdul)
  - Arjen Tuiten – Wonder

- 2019
  - Greg Cannom, Kate Biscoe e Patricia DeHaney – Vice - L'uomo nell'ombra (Vice)
  - Göran Lundström e Pamela Goldammer – Border - Creature di confine (Border)
  - Jenny Shircore, Marc Pilcher e Jessica Brooks – Maria regina di Scozia (Mary Queen of Scots)

### 2020
- 2020
  - Vivian Baker, Anne Morgan e Kazuhiro Tsuji - Bombshell - La voce dello scandalo (Bombshell)
  - Rebecca Cole, Naomi Donne e Tristan Versluis - 1917
  - Kay Georgiu e Nicki Ledermann - Joker
  - Paul Gooch, Arjen Tuiten e David White - Maleficent - Signora del male (Maleficent: Mistress of Evil)
  - Jeremy Woodhead - Judy
- 2021
  - Sergio Lopez-Rivera, Mia Neal e Jamika Wilson - Ma Rainey's Black Bottom
  - Mark Coulier, Dalia Colli e Francesco Pegoretti - Pinocchio
  - Eryn Krueger Mekash, Matthew Mungle e Patricia Dehaney - Elegia americana (Hillbilly Elegy)
  - Marese Langan, Laura Allen e Claudia Stolze - Emma.
  - Gigi Williams, Kimberley Spiteri e Colleen LaBaff - Mank
- 2022
  - Linda Dowds, Stephanie Ingram e Justin Raleigh - Gli occhi di Tammy Faye (The Eyes of Tammy Faye)
  - Mike Marino, Stacey Morris e Carla Farmer - Il principe cerca figlio (Coming 2 America)
  - Nadia Stacey, Naomi Donne e Julia Vernon - Crudelia (Cruella)
  - Donald Mowat, Love Larson e Eva von Bahr - Dune (Dune: Part One)
  - Göran Lundström, Anna Carin Lock e Frederic Aspiras - House of Gucci
- 2023
  - Adrien Morot, Judy Chin e Anne Marie Bradley - The Whale
  - Heike Merker e Linda Eisenhamerová - Niente di nuovo sul fronte occidentale (Im Westen nichts Neues)
  - Naomi Donne, Mike Marino e Mike Fontaine - The Batman
  - Camille Friend e Joel Harlow - Black Panther: Wakanda Forever
  - Mark Coulier, Jason Baird e Aldo Signoretti - Elvis
- 2024
  - Nadia Stacey, Mark Coulier e Josh Weston - Povere creature! (Poor Things)
  - Karen Hartley Thomas, Suzi Battersby e Ashra Kelly-Blue - Golda
  - Kazu Hiro, Kay Georgiou e Lori McCoy-Bell - Maestro
  - Luisa Abel - Oppenheimer
  - Ana López-Puigcerver, David Martí e Montse Ribé - La società della neve (La sociedad de la nieve)
- 2025
  - Pierre-Olivier Persin, Stéphanie Guillon e Marilyne Scarselli – The Substance
  - Julia Floch Carbonel, Emmanuel Janvier e Jean-Christophe Spadaccini – Emilia Pérez
  - Frances Hannon, Laura Blount e Sarah Nuth – Wicked
  - Mike Marino, David Presto e Crystal Jurado – A Different Man
  - David White, Traci Loader e Suzanne Stokes-Munton – Nosferatu